# HD Rec
HD RecとはDVDフォーラムで策定されたハイビジョン映像を記録型DVDに記録するための規格。

## 概要
HD DVD向けに策定されたビデオ記録用アプリケーションフォーマットであるHD DVD-VideoやHD DVD-VR(HDVR)を使用して記録型DVDに記録する規格である。DVDで従前採用されていたビデオ用アプリケーションフォーマットであるDVD-VideoやDVD-VRの規格では不可能だったハイビジョン映像の記録を可能にした。HD DVDに採用されている著作権保護機構 (AACS) に対応しており、著作権保護機構が必要なハイビジョン放送の録画にも対応している。DVDフォーラムで2007年9月に公式に承認された規格だが、HD DVDベースということで東芝のみが採用し、同社のHD DVD撤退後も同社のDVDレコーダーやBDレコーダーにのみ採用されていた。
類似のフォーマットとしてBlu-ray Discのアプリケーションフォーマットで記録型DVDに記録するAVCRECという規格がBlu-ray Disc Associationで策定されているが、AVCRECはアプリケーションフォーマットにBDAVを使用しておりHDVRを使用するHD Recとは再生互換性がない。なお、HD Recと異なり、AVCRECはDVDに映像を記録する際に常にH.264で圧縮されるため、短時間の映像かつ最高画質モードだったとしても無劣化での記録ができない。
利用できるメディア
3倍速以上の再生ができる記録型DVDメディアが利用できる。またAACSの著作権保護機構を利用する際にCPRMのメディアIDで代用するため、著作権保護機構を利用する際にはCPRM対応メディアである必要がある。
- DVD-R
- DVD-R DL
- DVD-RW
- DVD-RAM

低速なDVDメディアにはビットレートの高いMPEG-2 TSは記録できないか、記録しても再生時に不都合が発生する場合があるため注意が必要である。
規格
アプリケーションフォーマットはHD DVDと同一のHD DVD-Video及びHD DVD-VR (HDVR) でありHD DVDで利用できるMPEG-2、H.264、VC-1の映像圧縮方式（コーデック）が利用できる。従って、利用可能な条件のDVDメディアにHD DVDのアプリケーションフォーマットを利用することで従来のDVD記録映像（MPEG2-PS、標準画質映像、VR録画）に加えてデジタル放送信号の無劣化での直接記録（MPEG2-TS、ハイビジョン/標準画質映像、TS録画）や更にそれらをH.264で圧縮変換（エンコード）した映像を記録（TSE録画）する事が可能になった。これにより、従来のDVD-VideoやDVD-VRでフォーマットされたDVDよりも高画質・長時間の記録が可能になった。ハイビジョン記録可能時間は片面1層のDVDに約20分-2時間15分、片面2層に約40分-4時間18分程度である（記録時間は製品や画質モードに依存する）。
HD Recにより録画したDVDは、従来のDVD映像（MPEG2-PS、標準画質映像）を記録したものであってもHD RecもしくはHD DVDの再生に対応した機器でなければ再生できない。一方、従来のDVD用ビデオフォーマットであるDVD-VideoやDVD-VRで記録されたディスクの再生・録画には用いる機器の機能としてそれらに対応しているかどうかに依存する。2009年2月現在販売されているHD Rec対応機は全てDVD-Video及びDVD-VRに対応していて、これらで記録されたディスクの再生が可能なほか記録型DVDをDVD-VideoフォーマットまたはDVD-VRフォーマットしてこれらの記録モードでの録画が可能となっている。
著作権保護機構
AACSを利用しているが、AACSで必要な128ビットのメディアIDの代わりにCPRMディスクのメディアID（64ビット）を使用する。

## 沿革
- 2007年
  - 9月12日、DVDフォーラムにてHD Recという名称とロゴが発表された。
  - 11月1日、松下電器産業が対抗規格のAVCRECに対応したBDレコーダーおよびDVDレコーダーを発売。
  - 12月14日、東芝がHD Rec対応HD DVDレコーダーVARDIA「RD-A301」を発売[4]。
  - 12月21日、東芝はHD DVD-RWとHD Recでの記録、再生に対応したノート型パソコン「Qosmio F40・G40」を発売。ただしHD Recへの記録はHDビデオカメラからの映像のみで、地上デジタル放送の記録はできない。
- 2008年
  - 5月15日、東芝がHD Rec対応DVDレコーダーVARDIA「RD-X7」「RD-S502」「RD-S302」を発表[5]。
  - 9月18日、東芝がHD Rec対応DVDレコーダーVARDIA「RD-X8」「RD-S503」「RD-S303」を発表[6]。
- 2009年8月6日、東芝がHD Rec対応DVDレコーダーVARDIA「RD-X9」「RD-S1004K」「RD-S304K」を発表[7]。
- 2010年
  - 1月14日、東芝がHD Rec非対応DVDレコーダーを発表[8]。HD Rec対応レコーダー発売後、初めてHD Rec非対応機を発売。以降、対応機種と非対応機種のどちらも発表された。
  - 7月28日、東芝がBDレコーダーを5機種発表[9]、うちREGZAブルーレイ「RD-X10」「RD-BZ800」「RD-BZ700」「RD-BR600」のみHD Recの再生のみ対応。
  - 8月19日、東芝がDVDレコーダーを3機種発表[10]、うちREGZA「RD-Z300」のみHD Recに対応。これを最後にHD Recで記録可能な機種は発売されていない。
- 2011年
  - 4月20日、東芝がBDレコーダーを5機種発表[11]、うちREGZAブルーレイ「RD-BZ810」「RD-BZ710」「RD-BR610」のみHD Recの再生のみ対応。
  - 10月3日、東芝がBDレコーダーを6機種発表[12]、うちREGZAブルーレイ「DBR-M190」「DBR-M180」「DBR-Z160」「DBR-Z150」のみHD Recの再生のみ対応。
- 2012年7月23日、東芝がBDレコーダー REGZAブルーレイ「DBR-Z260」「DBR-Z250」を発表。HD Recの再生のみ対応。これを最後にHD Rec対応機種は発売されていない。